# FSV Sömmerda
Maillots
Le FSV Sömmerda est un club allemand de football localisé dans la ville de Sömmerda, en Thuringe.

## Histoire (football)

### VfB Sömmerda

Ancien logo du "VfB Sömmerda"

À partir de 1911, un club dénommé Verein für Bewegungspiel Sömmerda ou VfB Sömmerda évolua dans la localité.
Il participa aux compétitions de la Verband Mittedeutscher Fussball-Vereine (VMBV).
En 1945, le club fut dissous par les Alliés, comme tous les clubs et associations allemands (voir Directive n°23).

### Époque de la RDA
En 1946, d’anciens membres du VfB Sömmerda reconstituérent la Sportgemeinschaft Sömmerda ou SG Sömmerda. En 1948, ce club atteignit les demi-finales du Thüringer Meisterschaft (championnat de Thuringe). Grâce à cela, il se qualifia pour le Osterzonemeisterschaft. Il fut éliminé au tour préliminaire par le SG Sportfreunde Burg (1-0).

#### BSG Motor Sömmerda

Ancien logo du "BSG Motor Sömmerda"

Au début de la saison 1948-1949, la SG Sömmerda reçut le soutier des usines de fabrication de machines-outils "Rheinmetall" et prit le nom de SG Rheinmetall. En 1950, lors de la création des Sportvereinigung, le club fut rebaptisé BSG Mechanik Sömmerda puis BSG Motor Sömmerda en 1951.
En 1952, le BSG Motor Sömmerda fut un des fondateurs de la Bezirksliga Erfurt, une des 15 ligues régionales créées au niveau 3 du football est-allemand. Le cercle termina vice-champion de la saison d’ouverture.
En 1955, une double réforme concerna les compétitions de football en Allemagne de l’Est. D’une part, les Berziksligen reculèrent au 4e niveau de la hiérarchie à la suite de la scission de la DDR-Liga en I. DDR-Liga et en II. DDR-Liga. D’autre part, les dirigeants politiques agencèrent les saisons sportives selon le modèle soviétique. C'est-à-dire qu’elles commencèrent au printemps pour se terminer à la fin de l’automne d’une même année calendrier. Un "tour de transition" (en Allemand: Übergangsrunde) fut disputé à l’automne 1955 sans montées, ni descentes. 
Motor Sömmerda remporta le titre de la Bezirksliga Erfurt à la fin de la saison 1956 et monta en II. DDR-Liga. Il y évolua jusqu’ai terme de la saison 1960 quand il fut renvoyé en "Bezirksliga". Ce moment fut aussi celui du retour à un calendrier plus conventionnel. Les compétitions reprirent à l’été 1961 avec la saison 1961-1962.
À la fin du championnat 1962-1963, la II. DDR-Liga fut supprimée. Les quinze Berziksligen redevint la 3e division de la Deutscher Fussball-Verband der DDR (DFV). Cette nouvelle réforme impliqua de nombreuses relégations en cascade depuis la II. DDR-Liga. Classé 10e, en Bezirksliga Erfurt, le BSG Motor Sömmerda fut renvoyé en Bezirksklasse (niveau 4). Il remonta après une saison.
Le club resta en milieu de tableau durant plusieurs saisons puis retrouva le titre en 1970. Il échoua durant le tour final à décrocher la montée. Il fit mieux la saison suivante. Champion, il obtint la promotion directe vers la DDR-Liga qui passait de 2 à 5 séries. 
Le club retrouva la Division 2 avec une nouvelle dénomination: BSG Zentronik Sömmerda.

#### BSG Zentronik Sömmerda

Ancien logo du "BSG Zentronik Sömmerda"

Avec l’aide d’éléments ayant joué en DDR-Oberiga, venus du Rot-Weiss Erfurt, le BSG Zentronik Sömmerda s’installa durablement dans le Groupe 5 du 2e niveau.
En 1977, il fut renommé BSG Robotron Sömmerda.

#### BSG Robotron Sömmerda

Ancien logo du "BSG Robotron Sömmerda"

Au terme du championnat 1978-1979, le BSG Robotron Sömmerda redescendit en Bezirksliga Erfurt. Vice-champion en 1982, le club conquit le titre 1983 et remonta.
À la fin de la saison 1983-1984, la DDR-Liga fut réduite de 5 à 2 séries. Robotron Sömmerda assura son maintien au 2e niveau. Mais à la fin de l’exercice suivant, une 18e et dernière place du Groupe B le contraignit à redescendre.
En 1986, le club fut champion mais ne parvint pas à obtenir de promotion lors du tour final. Il conserva son titre en 1987 et cette fois réussit à franchir les barrages pour remonter.
Le cercle s’installa en milieu de classement en DDR-Liga (obtenant une belle 4e place en 1989).
Lors de la saison 1989-1990, la DDR-Liga fut renommé NOFV-Liga. Le BSG Robotron Sömmerda fut  restructuré en organisme civil et adopta le nom de Fussballsportverein Robotron Sömmerda ou FSV Robotron Sömmerda.
Cette appellation fut rapidement adaptée en "Soemtron" mais après la faillite de la société de fabrication de matériel de bureau, le club devint le "FSV Sömmerda".

### FSV Robotron Sömmerda (Soemtron Sömmerda)

Ancien logo du "FSV Robotron Sömmerda"

En 1991, le Soemtron Sömmerda termina 5e et fut reversé en Oberliga Nordost, soit au 3e niveau du football allemand réunifié.
Au terme du championnat 1991-1992, le club fut relégué en Landesliga Thüringen. Deux ans plus tard, il glissa en Landesklasse Thüringen. Cette ligue devenait à l’époque le 6e niveau de la hiérarchie allemande, à la suite de l’instauration des Regionalligen, au 3e étage. 

### FSV Sömmerda
Le club glissa dans les profondeurs de la hiérarchie. De 1998 à 2009, il joua en Landesklasse Thüringen puis fut relégué en Bezirksliga (8e niveau). L’année suivante, il remonta en Landesklasse.

## Palmarès
- Champion de la Bezirksliga Erfurt: 1956, 1970, 1971, 1983, 1986, 1987.
- Vice-champion de la Bezirksliga Erfurt: 1953, 1982.

## Localisation

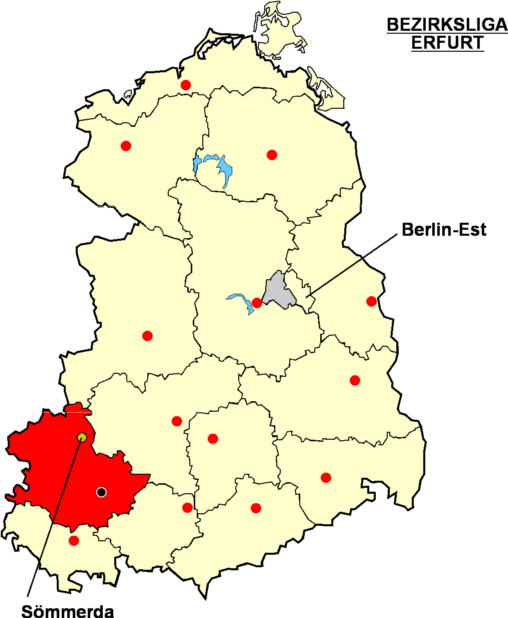
Localisation de Sömmerda dans la "Bezirksliga Erfurt"